# Pisuviricota
Embranchement
Pisuviricota est un embranchement de virus à ARN, qui comprend tous les virus à ARN à simple brin à polarité positive et ceux à double brin, qui infectent les eucaryotes, et ne sont pas membres des embranchements des Kitrinoviricota, Lenarviricota ou Duplornaviricota.
Le nom du groupe est une abréviation syllabique de « picornavirus supergroup » avec le suffixe -viricota indiquant un embranchement de virus.
Les analyses phylogénétiques suggèrent que les familles des Birnaviridae et des Permutotetraviridae, tous deux actuellement non assignés à un embranchement du règne des Orthornavirae, appartiennent également à l’embranchement des Pisuviricota, et que les deux sont des groupes frères.

## Classes

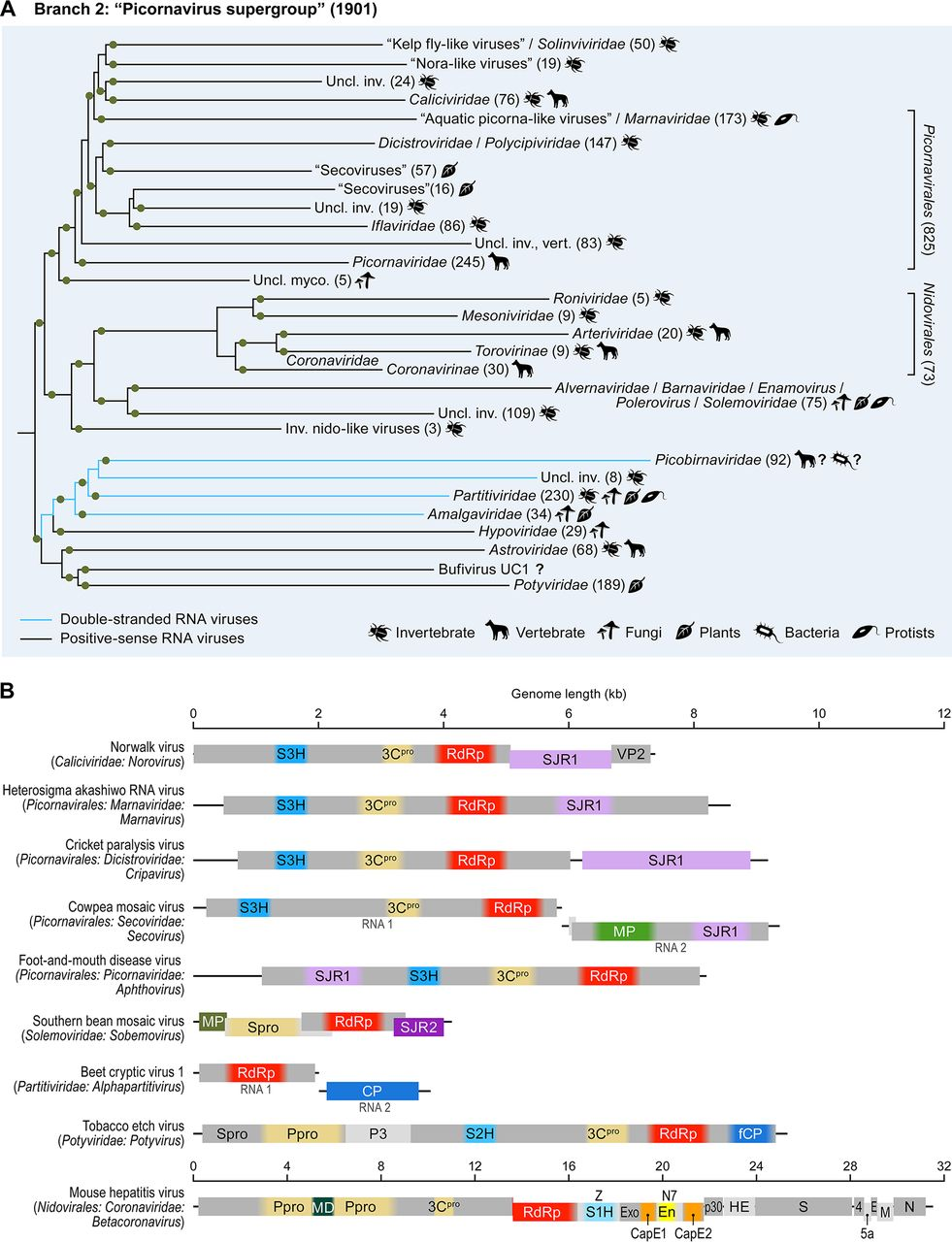
Arbre phylogénétique de Pisuviricota (en haut), génome des différents membres et principales protéines conservées (en bas)

Les classes suivantes sont reconnues:
- Duplopiviricetes
- Pisoniviricetes
- Stelpaviricetes

## Référence biologique
- (en) ICTV : Pisuviricota  (consulté le 5 février 2021)